# バステッド (バンド)
バステッド (Busted) は、イギリスのポップ・パンク・バンド。

## 概要
2000年、ジェイムス・ボーン、マット・ウィリス、チャーリー・シンプソンにより結成。2002年にシングル「ホワット・アイ・ゴー・トゥ・スクール・フォー」でデビュー。その後、アルバムもリリースし、2004年にはブリット・アワードでベスト・ポップ・アクトに選ばれた。3人の声のハーモニーや聴きやすいパンク・ロックの曲調からファンに愛されている。来日経験もあり、『笑っていいとも!』に出演している。イギリスでは、チャールズ3世国王やハリー王子も大ファンで、デビッド・ベッカムの息子ブルックリン・ベッカムもサインを欲しがった程の人気を博した。
アメリカ進出目前にチャーリー・シンプソンがバンド脱退を表明したため、2005年1月解散（ジェイムス・ボーンは2人でもバンド活動を続けたがっていたが、マット・ウィリスが解散しようと言ったため解散に至った）。
2013年、マクフライとともに「マクバステッド」を結成。
2015年11月、バステッドとしての再結成を果たし、2016年にイギリス13地域でツアーをすることをFacebookとサイトで発表した。マットとジェイムスが「チャーリーが戻ってくるなんて、豚が空を飛ぶのと同じくらい不可能だ（『When pigs fly』という英語の慣用句が存在する）」と話していたが、その願いが実現したことからツアー名が決定された。その名も「Pigs Can Fly Tour 2016（豚は空を飛べるツアー）」。

## メンバー
- ジェイムス・ボーン（James Bourne、1983年9月13日 - ） - ギター、ピアノ、ボーカル担当。
バステッドの曲作りで中心的役割を果たす。作曲活動にも積極的でマクフライの曲作りにも参加している。身長は178cmで、好きな歌手はニュー・ファウンド・グローリー、ブリンク182、マイケル・ジャクソン。ムーンウォークができる。M&Mが好物。英語をアメリカのアクセントで話すのが得意。バステッド解散後、サン・オブ・ドーク（2008年解散）のメンバーとして活躍し、現在も新たに別のバンドで活動を続けている。サン・オブ・ドークとしては、アルバム『ウェルカム・トゥ・ルーザーヴィル』がある。
- マット・ウィリス（Matt Willis、1983年5月8日 - ）- ベース、ボーカル
身長は約180cm。好きなバンドはブリンク182、フー・ファイターズ、ダッシュボード・コンフェッショナル、エミネム、NERDがある。2006年6月、ソロとしてデビューした。デビュー曲として「Up All Night」（全英7位）がある。アルコール中毒でリハビリ施設にいたことがある。
- チャーリー・シンプソン（Charlie Simpson、1985年6月7日 - ） - ギター、ドラム、ピアノ、ボーカル担当。
身長約190cm。自身が組んだバンド、ファイトスターにて活動。ファイトスターは2005年には夏のロック・フェスティバル、サマーソニックに出演した。グランジを好んでいる。バステッド解散後の2012年11月24日、オイミャコンでマイナス30度の中、ライブパフォーマンスを行い「最も寒いコンサート」としてギネス世界記録認定された[1]。

## ディスコグラフィ

### スタジオ・アルバム
- 『バステッド』 - Busted (2002年、Island)
- 『プレゼント・フォー・エヴリワン』 - A Present for Everyone (2003年、Island)
- 『ナイト・ドライバー』 - Night Driver (2016年、East West)
- Half Way There (2019年、East West)

### ライブ・アルバム
- 『ライヴ:チケット・フォー・エヴリワン』 - A Ticket for Everyone: Busted Live (2004年、Island)

### EP
- Red Room Sessions (2003年、Island)

### コンピレーション・アルバム
- Busted (2004年、Island)

### シングル
- 「ホワット・アイ・ゴー・トゥ・スクール・フォー」 - "What I Go to School For" (2002年) ※全英3位
- "Year 3000" (2003年) ※全英2位
- "You Said No" (2003年) ※全英1位
- "Sleeping with the Light On" (2003年) ※全英3位
- "Hurra Hurra Die Schule Brennt" (2003年)
- 「クラッシュト・ザ・ウェディング」 - "Crashed the Wedding" (2003年) ※全英1位
- 「フーズ・デイヴィッド」 - "Who's David" (2004年) ※全英1位
- 「エア・ホステス」 - "Air Hostess" (2004年) ※全英2位
- 「サンダーバード」 - "Thunderbirds / 3AM" (2004年) ※全英1位
- "She Wants to Be Me" (2004年)
- "On What You're On" (2016年) ※全英60位
- "Nineties" (2018年)
- "Radio" (2019年)
- "Shipwrecked in Atlantis" (2019年)

### 参加シングル
- バンド・エイド 20 : 「ドゥ・ゼイ・ノウ・イッツ・クリスマス?」 - "Do They Know It's Christmas?" (2004年)